# Museo di mineralogia (Napoli)
Il Real Museo Mineralogico è un museo di mineralogia parte del Centro musei delle scienze naturali e fisiche dell'Università degli Studi di Napoli Federico II. Fu istituito nel 1767 da re Ferdinando IV di Napoli, inaugurato nel 1801, fu il primo istituto nel suo genere in Italia. Ha sede nell'edificio della Casa del Salvatore, parte del campus principale dell'Ateneo.
Numerosi importanti studiosi vi hanno operato, fra cui Matteo Tondi, Carminantonio Lippi, Arcangelo Scacchi e Ferruccio Zambonini. Nel 1845, il Museo ospitò il VII Congresso degli Scienziati Italiani, che vide la partecipazione di ben milleseicentoundici scienziati.
Il Museo conserva circa 30.000 campioni, tra i quali alcuni molto rari per dimensioni o bellezza.

## Storia
Il Real Museo Mineralogico fu voluto da Ferdinando IV, in un periodo in cui il sovrano allargava la collezione di pitture del Real Museo a Capodimonte e gettava le fondamenta dell'Orto botanico, malgrado le critiche condizioni economiche del regno. Il sovrano fece disporre i primi reperti nella ex-biblioteca del Collegio dei Gesuiti ed incaricò Giuseppe Melograni, allora detentore della cattedra di mineralogia all'ateneo partenopeo, di organizzare le collezioni. Melograni separò le collezioni in una parte di orittologia, dedicata ai fossili (perlopiù stranieri), ed una di geologia, comprendente una ricca collezione di minerali fatti arrivare dai vari angoli d'Europa a gran spese da emissari del re, fra i quali vi erano Matteo Tondi, Vincenzo Raimondini e Carminantonio Lippi. Primo direttore del museo fu il cavalier Cadronchi, coadiuvato dallo stesso Giuseppe Melograni.
Nel 1845 fu sede del VII Congresso degli Scienziati italiani. Tre anni dopo, nel 1848, nel Salone Monumentale del Museo si tennero le prime riunioni della Camera dei deputati, dopo che Ferdinando II concesse la Costituzione. Gli affreschi realizzati in occasione dell'inaugurazione del Parlamento Napoletano si sono persi a causa dei crolli dovuti al terremoto del 1930. Nel 1860 il Museo ospitò uno dei seggi elettorali per la votazione sull'annessione al Regno d'Italia.
Nel 1932 i fossili che erano conservati nel museo andarono a costituire l'adiacente Museo di paleontologia dell'Ateneo. Il terremoto dell'Irpinia del 1980 danneggiò seriamente il pavimento del Salone costringendo poi a un minuzioso lavoro di restauro (inoltre furono trovate tracce di un preesistente pavimento).
Nel 1992 fu istituito il Centro musei delle scienze naturali e fisiche della Federico II del quale fanno parte i musei di zoologia, mineralogia, antropologia e paleontologia.

## Esposizioni
Il Museo, situato nel cuore della città partenopea, custodisce una vasta gamma di esemplari raccolti tra il 1789 e il 1797, provenienti da località minerarie ormai dismesse. Ospita una straordinaria collezione di oltre 45.000 minerali, accuratamente suddivisi in varie sezioni che spaziano dalle collezioni principali alle rocce, dalle strumentazioni scientifiche e didattiche ai libri specializzati. Occupa un'area di oltre 800 metri quadrati. 

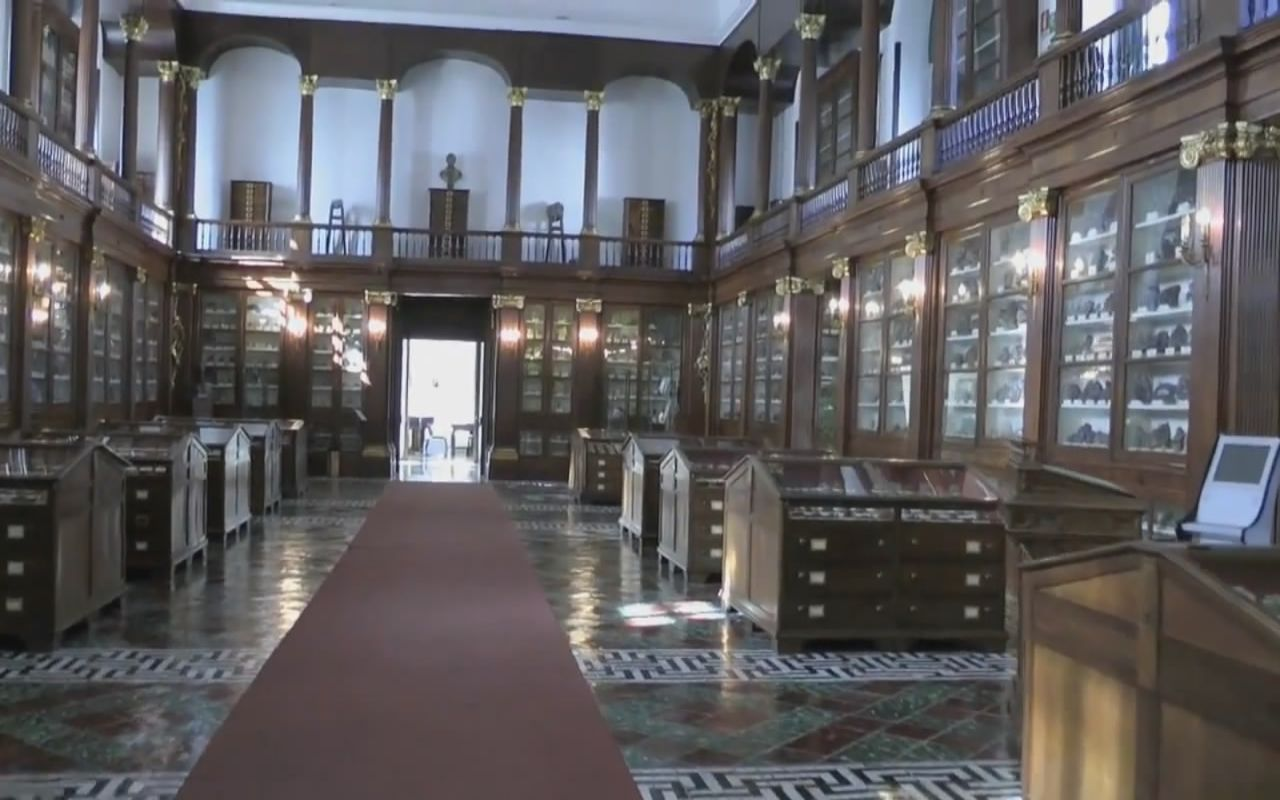
Sala Scacchi

Tra le principali attrazioni del museo spicca la Collezione Vesuviana della Sala Scacchi, che include le 22 nuove specie segnalate da Scacchi stesso, nonché le ultime scoperte fatte al monte Somma e Vesuvio, tra cui l'unico esemplare al mondo di una specie minerale di panunzite, esposti con cura nelle vetrine e sulle bacheche della Sala Monumentale 
Inoltre, il museo espone pietre provenienti dagli studi del mineralogista Arcangelo Scacchi, aggiungendo un valore storico e scientifico alla collezione. La Collezione Grandi Cristalli offre uno sguardo affascinante su cristalli di dimensioni straordinarie, caratterizzati da forme perfette e regolari, tra cui spicca una coppia di cristalli di quarzo ialino del Madagascar, donata a Carlo III di Borbone nel 1740 e dal peso di 482 kg. Tra le altre sezioni degne di nota, vi sono la collezione Cristalli Artificiali, avviata da Scacchi nella prima metà dell'Ottocento, composta da esemplari sintetizzati da Scacchi stesso e premiati alle Esposizioni Universali di Londra (1862) e di Parigi (1867) e la collezione Pietre Dure, che comprende minerali e rocce sia naturali che lavorati.
Completano l'offerta del museo una raccolta di meteoriti, tra cui due esemplari di pallasite caduti in Siberia nel 1749, la Collezione dei Minerali dei Tufi Campani, e la Collezione delle Medaglie. Fra i reperti della Collezione delle Meteoriti vi è un esemplare di siderite di 7583 grammi, rinvenuto nel 1784 a Toluca in Messico, mentre fra quelli della Collezione delle Medaglie vi sono medaglie coniate con la lava del Vesuvio tta cui spiccano quelle del 1805 riproducenti i profili di Ferdinando IV e Maria Carolina, e la medaglia coniata del 1859 in onore di Napoleone III.